# Синиця (Уманський район)
Сини́ця — село в Україні, в Паланській сільській громаді Уманського району Черкаської області. Розташоване на обох берегах річки Синиця (притока Південного Бугу) за 17 км на південний захід від міста Умань. Населення становить 749 осіб (станом на 1 січня 2024 р.).

## Історія села
На території села було виявлено залишки поселення трипільської культури, двоє поселень доби пізньої бронзи, дев'ять ранньослов'янських поселень.
Село відоме з 1633 року. У 20-х роках XIX століття село перейшло від Потоцького до володінь Теодора Єловицького. За участь у польському повстанні 1830 року, царський уряд заочно засудив Єловицького до страти. Від'їжджаючи за кордон, Єловицький продав село дідові барона Миколи Корфа. За іншими даними, Синицький маєток Теодора (Федора Степановича) Єловицького у складі сіл Синиця, Кузьмина Гребля і Осітна Уманського повіту, став власністю відставного гвардії полковника барона Йосипа Миколайовича Корфа у 1868 за 222504 крб. сріблом.
За часів барона у західній частині села був насаджений парк з рідкісних дерев площею 44 гектари.

### Прихід радянської влади
Під час Голодомору 1932—1933 років, тільки за офіційними даними, від голоду померло 128 мешканців села.

### Друга світова війна
В роки війни 350 жителів села пішли на фронт, з них 168 загинули, 128 нагороджені орденами і медалями.

### Сучасність
В селі є школа 1-3 ступенів, ФАП, дитячий садок, 4 магазини, підприємство яке спеціалізується на м'ясо-молочному тваринництві та вирощувані зернових культур. Кількість дворів — 516.

## Населення
За даними перепису 2001 року населення становило 918 осіб.

### Мовний склад
Рідна мова населення за даними перепису 2001 року:
| Мова       | Чисельність, осіб | Доля     |
| ---------- | ----------------- | -------- |
| Українська | 891               | 97,06 %  |
| Російська  | 12                | 1,31 %   |
| Румунська  | 5                 | 0,54%    |
| Інше       | 10                | 1,09 %   |
| Разом      | 918               | 100,00 % |

## Пам'ятки
- Синицький парк

## Відомі люди
- Яковенко Петро Максимович — український художник. Член НСХУ